# Redován
Redován (em castelhano e oficialmente) ou Redovà (em valenciano) é um município da Espanha na província de Alicante, Comunidade Valenciana. Tem 9,45 km² de área e em 2021 tinha 8 058 habitantes (densidade: 852,7 hab./km²).

## Demografia
| Variação demográfica do município entre 1991 e 2004 | Variação demográfica do município entre 1991 e 2004 | Variação demográfica do município entre 1991 e 2004 | Variação demográfica do município entre 1991 e 2004 |
| --------------------------------------------------- | --------------------------------------------------- | --------------------------------------------------- | --------------------------------------------------- |
| 1991                                                | 1996                                                | 2001                                                | 2004                                                |
| 5040                                                | 5268                                                | 5860                                                | 6257                                                |